# Château de Londigny
Le château de Londigny, dit aussi château du Peu est situé sur la commune de Londigny, dans le département de la Charente.

## Localisation
Le château de Londigny, dans le nord du département de la Charente, est situé sur la colline du Peu faisant face au bourg et à 1 km au sud de ce dernier, surplombant la vallée de la Péruse sur sa rive droite. Il est situé à 7 km au nord-ouest de Ruffec et 48 km au nord d'Angoulême. Il est à 0,6 km à l'est de la route de Ruffec à Sauzé-Vaussais (Deux-Sèvres).

## Historique
Au XVe siècle, il n'y avait qu'une petite gentilhommière qui était la propriété de Jean Jousserand, écuyer, seigneur de Lairé en Poitou. En 1635, René Jousserand en était le possesseur. Londigny était un fief important qui dépendait de la châtellenie de Ruffec.
En 1687, on trouve Casimir Prévost de Touchimbert,, chevalier, seigneur de L'Isleau, Brassac, Londigny, Montalembert, etc. puis François Prévost, qui émigre à cette époque. Mais les Prévost de Touchimbert continuent de posséder le château.
En 1786, Auguste François Prévost Sansac, chevalier, seigneur de Londigny, Chalonne, Colombier, etc., marquis de Touchimbert, décède au château. Sa veuve Charlotte de Chapt de Rastignac, en est propriétaire en l'an III (1795).
En 1872, une descendante de la famille de Prévost de Touchimbert, Louise Marie Stéphanie, épouse le marquis de Lameth. Celui-ci entreprend les travaux d'agrandissement du château, qui dureront de 1870 à 1906, et qui étaient financés par la vente d'une distillerie de rhum en Martinique. C'est à lui que l'on doit l'aspect du château actuel. Selon le propriétaire actuel, le château actuel a plus précisément été érigé par Léopold Auguste Prévost Sansac, marquis de Touchimbert, et son gendre Joseph Ambroise Antoine Alfred de Lameth (comte puis marquis de Bussy en 1904). Léopold Auguste Prévost Sansac, conseiller général de la Charente, est mort au château en 1897.
De 2011 à 2024, le château est géré par la société du Château des Chevaliers de Londigny, basée à Échiré dans les Deux-Sèvres.
En 2024, le château passe aux mains d'un couple d'Australiens.

## Architecture
Le style du château est éclectique, entre néogothique, baroque et renaissance. On retrouve le style Viollet-le-Duc du XIXe siècle.
Le château est formé d'un corps de logis à toit en tiers-point. Il est flanqué de tours rondes et carrées. La façade nord-est domine la vallée. Côté cour, une aile en retour se trouve côté ouest. Un pavillon, construit en avant-corps sur la façade, est prolongé par la chapelle du château. Seule une tour à l'ouest est conservée de l'ancien château.
Des canons d'apparat dépassant des créneaux des tours ont valu au château de nombreuses visites de soldats allemands durant la Seconde Guerre mondiale. Ils menaçaient les occupants et voulaient savoir si ces pièces d'artillerie étaient fonctionnelles.
Un parc paysager de 15 hectares entoure le château. Plusieurs monuments l'agrémentent : une statue équestre de Casimir Prévost de Touchimbert en armure devant le château datant de 1912, et de nombreuses sculptures en béton. Le marquis de Lameth a aussi fait édifier dans les bois en face du château un monument à la gloire de Jeanne d'Arc, en souvenir de ses deux filles mortes jeunes.